# Guaduas
Guaduas é um município da Colômbia, localizado na província Bajo Magdalena, departamento de Cundinamarca.